# Jens Skipper Rasmussen
Jens Skipper Rasmussen (født 2. maj 1961 i Jægerspris, Danmark) er en tidligere dansk politiker og uddannelseschef i Venstre. Han var partisekretær for Venstre fra 2002 til april 2012, hvorefter han var Uddannelseschef. I 2016 fik han stillingen som Chef for Ledelsessekretariatet i Coop amba. Siden hen har han taget coachingkurser igennem Stifinder og er uddannet selvstændig ledelses- og organisationscoach. Han er gift og har en datter.
Jens Skipper Rasmussen har en fortid i Venstres Ungdom hvor han var formand mellem 1983–85. Han startede som partisekretær i januar 2002, da den tidligere partisekretær, Claus Hjort Frederiksen, var blevet udnævnt til beskæftigelsesminister efter valget i 2001.
Rasmussen er student fra Frederikssund Gymnasium i 1980 og uddannet fra Holbæk Seminarium i 1986.